# Репеллент-1
Репеллент-1 — російська станція радіоелектронної боротьби, призначена для придушення роботи безпілотних літальних апаратів на відстані до 30-35 км Маса більше 20 т..
«Репеллент» здатний виявляти мініатюрні повітряні цілі за їхніми сигналам управління на відстані більше 35 км, але станція здатна глушити безпілотники лиш на відстані не більше 2,5 км.

## Історія
Станція «Репеллент» розроблена російським Науково-технічним центром радіоелектронної боротьби (рос. Научно-технический центр радиоэлектронной борьбы). Встановлюється на шасі МАЗ (МАЗ-6317) чи КамАЗ, в залежності від побажання замовника.
Розробку «Реппелент-1» в РФ завершено в 2016 році, коли станція була показана на виставці.

## Бойове застосування
Досвід застосування цього комплексу показав, що заявлені виробником можливості істотно перебільшені, також він не здатний протидіяти БПЛА або баражуючим боєприпасам, що діють в автономному режимі і мають власну інерційну систему навігації.

### Російсько-українська війна
11 серпня 2018 року СММ ОБСЄ зазначила у звіті, що 28 липня біля с. Чорнухине БПЛА місії зафіксував одразу 4 системи РЕБ, зокрема й «Репеллент-1».

### Вірмено-азербайджанський прикордонний конфлікт
21 грудня 2021 року стало відомо що Вірменія втратила дві діючі станції комплексу «Репеллент-1».
19 жовтня 2023 року стало відомо що Азербайджан затрофеїв станцію комплексу «Репеллент-1», за станом техніка має певні пошкодження, але наскільки суттєві невідомо.

### Російське вторгнення в Україну (2022)
1 травня 2022 року повідомлено, що знищено російську «Реппелент-1».
На початку червня 2022 року українська артилерія знищила російський комплекс «Репеллент-1», розгорнутий на околицях тимчасово окупованого Херсона.
19 липня повідомлено про знищену напередодні станцію «Репеллент-1» в районі Каховської ГЕС.
29 липня 2022 року українські військові завдали іще один високоточний ракетний удар по автомобільному мосту, що веде до ГЕС. Міст було частково пошкоджено. Російські окупанти стверджують, що міст був обстріляний з «M142 HIMARS». Аби показати, що «міст вистояв» було знято та поширено відео, під час зйомок якого пропагандист Андрій Руденко показав знищену станцію РЕБ «Репеллент-1».

## Оператори
- Росія
- Вірменія[6]
- Казахстан — невідомо, 2016 підписано договір на постачання[3]